# Brett Cooper
Brett Cooper (Bellingham, Washington, Washington, 12. listopada 2001.) američka je konzervativna politička komentatorka, medijska ličnost i glumica. Vodi YouTube kanal The Comments Section with Brett Cooper Daily Wirea. Kanal broji preko 3,3 milijuna pretplatnika.

## Životopis
Odrasla je u gradu Chattanooga, Tennessee. S 10 godina preselila se u Los Angeles kako bi se bavila glumom. Više od deset godina glumila je u kazalištu, televiziji i filmu.
Na Sveučilištu u Kaliforniji, Los Angeles završila je englesku književnost, a na Sveučilištu u Berkeleyju biznis.

## Vanjske poveznice
- Profil, IMDb